# 李蕙敏
李蕙敏（英語：Amanda Lee Wai Man；1970年10月4日—），原名李惠敏，籍貫廣東佛山市三水，香港女歌手、演員、時裝節目主持與專欄作家。 1989年和區海倫組成2人女子組合Echo出道，拆夥後曾在商業電台擔任DJ，1994年正式以個人歌手出道，曾一度以《橫濱別戀》、《活得比你好》、《（你沒有）好結果》等歌曲走紅，並於《1995年度叱咤樂壇流行榜頒獎典禮》奪得「叱咤樂壇女歌手銅獎」。

## 音樂生涯

### 組合期（1989年－1992年）
1970年，李蕙敏在香港出生，有2名沒有血緣關係的兄長和姊姊，養父從事象牙生意。她到21歲時才獲父親告知她是养女，早年在中西區長大，就讀英皇書院同學會小學，繼而於北角蘇浙公學就讀初中，畢業於香港聖瑪加利女書院。
李蕙敏15歲時在TVB歡樂今宵內的SING星聲歌唱比賽內演唱梅艷芳歌曲而受注目，後被著名唱作人倫永亮發掘，17歲便開展其歌唱生涯，當時適逢香港樂壇八十年代末的樂隊浪潮，因此被豐藝唱片安排與區海倫組成二人組合Echo，於1989年正式出道，被視為與當時走沉靜書院路線、同樣是二人女子組合的夢劇院「打對台」，因為Echo的歌路與她們完全相反，以勁歌熱舞、節拍強勁、放盪不羈的大路情歌為主。
後來有傳因兩者不和及唱片銷量不佳，在1992年拆夥，成員區海倫簽約TVB無線電視當主持及拍攝電視劇；李蕙敏則加入商業電台當DJ。

### 唱片騎師期（1993年－1994年）
折夥後，李蕙敏跟當時DJ、其後轉職填詞人黃偉文，接替吳君如主持當時商業電台的節目《娛樂性騷擾》，備受歡迎和好評，更因此與他成為好朋友，黄偉文不諱言Amanda是他圈中為數不多的朋友，這間接促成了兩人音樂上的合作，對於二人及後的事業發展都可謂有重大影響。

### 獨立期（1994年）
自彭羚及劉文娟相繼離開樂意唱片後，唱片公司便開始力捧新簽約獨立發展的李蕙敏，曾經以「Girl Friends」一人女子樂團身份作形象宣傳，於1994年推出其首張個人專輯《Debut》，一改以往組合時期跳舞歌曲風格，碟內歌曲以慢板浪漫抒情歌曲為主，可見Amanda不囿於一兩種歌曲風格。
有趣的是該專輯監制葉建華（Keith Yip）及麥皓輪，同為當年夢劇院的唱片監制，而碟內大部分的歌詞更由夢劇院成員之一李敏填詞，或李蕙敏與她合寫，因此全碟都隱約帶了一點夢劇院的味道。明顯不過的是，此碟及往後樂意唱片時期的大碟，首尾都有一小段由碟內大部分歌曲旋律貫串而成的純音樂，起了統一歌曲、深化內容及鋪墊的作用，手法與夢劇院的大碟雷同。主打歌包括改編自著名女歌手桃麗·芭頓（Dolly Parton）名曲《I will always love you》的《我會繼續想你》及女歌手奧莉維亞·紐頓-約翰的名曲《SAM》（對應商台廣播劇《戀愛1/2》黃偉文聲演角色）。

### 走紅期（1995年－1997年）
1995年，相繼推出第二張個人專輯《橫濱別戀》和第三張個人專輯《秘密》，上半年先憑《橫濱別戀》內一首《活得比你好》嶄露頭角，人氣急升；下半年再憑《秘密》內的《（你沒有）好結果》一炮而紅。後者歌詞中「等　欣賞你被某君　一刀插入你心　加點眼淚陪襯」血淋淋地描寫被舊情人拋棄的怨恨，從前被視為慘情歌中的經典；前者則在推出後不久即被亞視採用，作外購電視劇《被出賣的女人》主題曲，由鄭裕玲飾演的女主角在劇中的情節乃至遭遇都與歌曲契合無間，間接令歌曲更受歡迎。兩首怨曲都因此成了Amanda的首本名曲，更奠定了她的「怨婦」形象。《橫濱別戀》讓李蕙敏首奪白金唱片銷量，《秘密》專輯更獲得雙白金銷量，並曾榮登IFPI唱片銷量榜冠軍位置，及於榜內停留達十四星期之久。同年受邀為粵語版迪士尼動畫《風中奇緣》（（Pocahontas）灌錄主題曲《風采依然》及插曲《風采》、《河水彎又彎》，李蕙敏的歌唱技巧在其原聲大碟的封套中更被冠以「超技巧演繹」之美譽。年底推出全新快歌《世紀之吻》之時，人氣之高企直迫一線女歌手之位。於1995年度各大樂壇頒獎禮上，李蕙敏更勇奪多個重要音樂獎項包括：商業電台「叱咤樂壇女歌手銅獎」、無線電視十大勁歌金曲頒獎典禮「十大金曲獎」及「傑出表現獎金獎」，還有香港電台「十大中文金曲獎」、新城電台「勁爆女歌手」獎等等。
1996年，1月推出大碟《我為我生存》，再次奪得雙白金銷量及榮登IFPI唱片銷量榜冠軍位置。碟中的第二主打歌《我為我生存》被喻為李蕙敏“怨婦歌曲系列—第三部曲” (順序為《活得比你好》、《你沒有好結果》、《我為我生存》)，穩據各流行榜的首位達數週之久，讓她的歌唱事業更上一層樓。此外碟中第三主打歌《未忘人》是詞人黃偉文寫給她的新作，延續了《你沒有好結果》的震撼詞鋒，歌曲繼續受到熱議；而接力的《讓時間做證》雖然宣傳力度不大，卻是不少樂迷的心水喜愛歌曲。
同年年中，由於有見上三張唱片建立了的怨婦形像深刻，李蕙敏於是尋求新突破，嘗試新曲風及令人感覺柔情舒服的形像，剪了一把短頭髮，8月推出新大碟《其實》。主打歌《其實》找來Beyond的黃家強寫曲，曲風的清新令人耳目一新，而接力主打《贈興》更深受歡迎，成為她首支四台冠軍歌，歌詞描寫前度邀請參與婚宴的心情糾結，曲風又不失令人感覺清新舒服，成為多個流行榜的冠軍歌曲，唱片亦登上銷售榜冠軍位置，衝破雙白金銷量，轉變成功。總結是年李蕙敏成功延續了強勁人氣與成績，年底更首次入選香港十大勁歌金曲「最受歡迎女歌星」票選最高五強之一，而《我為我生存》一曲亦奪得香港電台十大中文金曲頒獎禮的「最佳中文（流行）歌曲獎」。
1997年，為李蕙敏最多唱片推出的一年，先在1月推出她首張新曲加精選大碟《愛恨交纏新曲+精選17首》，唱片大賣得到本地四白金（即二十萬張）銷量佳績，拋離同年多位香港一線女歌手，當中新曲《囍宴》及《打掃》大受歡迎，至此她被傳媒冠以「銷量女王」的稱號。接著，5月推出的《公主復仇記》是一張全快歌EP，碟中的《公主復仇記》及《遲婚的女人》流行非常，較特別的是最後三首連貫的Medley──「Amanda Dance Medley」，是將她過去的歌曲重新混音串連成節拍勁強的串燒歌，專輯再次成爲銷量榜冠軍。這張EP的用意原是為她當時計畫在7月1日舉辦的演唱會準備，可是因為當天是香港回歸日，特區政府需要在紅磡體育館舉行回歸慶典而將她當天的檔期收回。
下半年，她開始進軍國語歌曲的市場，推出國語大碟《請你不要哭》，以香港「銷量女王（Sales Queen）」的旗號作招來。據她本人在電台自述，其中一首《滿天星光》意境浪漫詩意，為她在自己的歌曲中最喜愛的一首之一，也一如其他香港歌手的國語大碟，將許多粵語歌曲換上國語歌詞改編。
及後，由於Amanda決定不與嘉音唱片續約，因此唱片公司沒有重點為她在合約期滿前推出的最後一張大碟《我是女主角》作宣傳，導致該碟的回響稍未及之前，雖仍有雙白金銷量，以及登上唱片銷量榜最高亞軍位置，但亦開始有評論指出Amanda此碟開始重覆「怨婦」歌曲路線，尤其主打歌《疤痕》以及唱片封面照的成熟貴婦造型，另一主打《偏偏》的風格又不太讓樂迷受落。由於轉會的問題，Amanda在1997年尾的頒獎禮未能獲得獎項，人氣亦有輕微影響。不久，失去李蕙敏的嘉音唱片決定撤出香港市場。

### 衰落期（1998年－2000年）
1998年，她被關維麟邀請轉會加盟寶麗金唱片，盛傳過千萬的簽約酬金更成為一時佳話，又被傳媒形容為取代陳慧嫻登上「寶麗金一姐」之位。在萬眾期待下，3月份推出全新大碟《一次…又一次》，更獲同公司的樂壇校長譚詠麟加持結伴出席各大電台宣傳新歌，主打歌曲分別為《一次...又一次》及《從前有個人》，此碟其實是她較早時約滿樂意唱片前已經完成製作，寶麗金唱片只是負責發行，也是香港首張AVCD。可惜，主打歌《一次...又一次》推出後的口碑欠佳及被認為再次重覆其「怨婦」歌曲路線，結果唱片推出後反應大跌，相比起以往每張專輯皆有以數白金計的銷量佳績來說，使人大感意外，Amanda歌唱事業開始走下坡，人氣下跌，而唱片公司亦沒有公開銷量數字。
上半年的失守，寶麗金唱片於下半年再為李蕙敏推出《擺脫》大碟及為其作出大幅度改變，包括選曲風格及重新包裝形象－此碟是李蕙敏獨立發展後，首張並非由樂意唱片制作的唱片(全由寶麗金製作及發行)，當中改用新唱腔的《化妝》較出名，為她贏得到季選獎項。碟中也有的獨立後第一首由她所喜愛的填詞人林振強填詞的《大話情人》（原稱《哥哥你折墮》）及由陳少琪填詞而得到歌詞獎的《當男人愛上女人》也曾流行一時。不過當時盛傳這專輯銷量不佳，後經寶麗金澄清為獲得金唱片銷量。同年，聯同鄭中基舉行了一場《拉闊音樂會》，現場錄音只有數首收錄在預留給信用卡會員的光碟，而錄影片段只有部分用作《大話情人》及《化妝》的音樂影片。回顧1998年，李蕙敏的受歡迎程度及唱片銷量均大幅度下跌。
1999年，推出第二張國語專輯《在屋頂唱歌》，碟內主打歌《懂得》、《他在屋頂唱歌》、《天空好灰》、《灰蝴蝶》，但因大碟缺乏宣傳，導致唱片銷量亦不佳，亦未能為她得到獎項，就連鉅額拍攝的主打歌《他在屋頂唱歌》音樂影片也因被評為過份色情和裸露而遭電視台禁播，播放率因此更低了。同年6月，李蕙敏亦曾推出過一首全新粵語主打歌《下次遇到你》，惜遇上寶麗金被環球唱片收購，導致原定1999年7月推出的新廣東大碟一直延至翌年1月才能推出，當時亦因為環球唱片高層陳小寶將李蕙敏投閒置散。最後由於全年缺乏歌曲及宣傳、不被環球重視，加上多位後起之秀如楊千嬅、陳慧琳、梁詠琪及容祖兒的崛起，因此，李蕙敏的人氣可謂直插至谷底。
2000年1月，改用真名李惠敏終能推出新大碟《伴你飛》，該碟的最大特點是每一首歌曲均有一個由各不同的香港理工大學時裝設計學系（現已拼入紡織及製衣學系）學生設計的形象，來配合每一首歌曲（大碟本應在1999年7月推出，但因寶麗金唱片被環球唱片收購，大碟推出日期亦順延半年至2000年1月推出），惜推出後反應慘淡，亦未能登上唱片銷量榜。
同年，她為無線電視劇集楊貴妃演唱主題曲《男兒再不負深情》及插曲《霓裳羽衣》（丁菲飛合唱），由於電視劇熱播及主題曲大受歡迎，唱片公司罕有地為電視劇推出原聲大碟。有消息人士指出，由於寶麗金改組環球唱片之後，高層把資源用於其他途徑和新人上，因此不願意利用此曲為李蕙敏推出個人專輯而放入《楊貴妃》的原聲大碟。

### 低谷期（2001年－2002年）
2001年，她的唱片合約由環球唱片轉為新品牌EOL，由新藝寶負責發行，不過她僅僅錄好《慾望之城》一曲就解約了。其後為電影《殺科》（沒有參與電影演出）及《老友記茶餐廳》灌錄主題曲，分別為《假使這分鐘》及《謝絕戀愛》，兩首單曲均由李惠敏親自填詞及監制。歌曲的版權屬於晶彩意念，但一直沒有推出市面。
與環球唱片解約後，她幾乎絕跡於香港樂壇，期間她曾成立自己的唱片公司Eaft Fino，打算會自資推出唱片，但並未成事。同時她，偶爾會接拍一些低成本製作的電影，及在世界各地登台（主要在廣東省）；也曾暫代伍詠薇與鄭啟泰主持新城娛樂台的節目生活好國度。
此外，也曾從事時裝及珠寶工作，但大都只維持了一段短時間。這段期間，曾屢次傳出復出的消息，但最終都不成事，最有真確性的一次算是2002年加入梅艷芳所創立的唱片公司Mui Music，由蔡一智及梅艷芳監製的新唱片，雖然已錄好一首歌，但隨着唱片公司的唯一股東梅艷芳的逝世，及其家人無意繼續經營唱片公司，最後無疾而終，那些歌亦可能從此不能面世。

### 退出期（2003年－2005年）
2004年，李蕙敏在中環開時裝店，後來因業主加租一倍結束生意，她再到旺角砵蘭街的小型商場開舖搞批發。

### 復出期（2006年-2014年）
2006年，她製作好單曲《好結果》，由《（你沒有）好結果》的原班人馬創作，可視之為該曲的「下集」，黃偉文稱歌詞是專為她「度身訂造」，寓意她再戰樂壇會有好結果。而《好結果》的國語版本《你只在乎你》則是由李蕙敏親自填詞。
她本來打算在年中派上電台並籌劃自資推出新曲+精選大碟，其後因轉換發行公司而押後。據李蕙敏於2005年說，將夥拍東亞唱片出碟，可是兩年來仍未達成合作上的共識，最後她曾短暫轉型當兼職鑽飾推廣員，打算適當時間才出新專輯。
2007年2月，她以「A.Lee」之藝名重投初出道時的樂意唱片，並推出派台歌《女人不笨》，由嘻哈組合農夫填詞（歌曲無嘻哈成分），為了提高錄音的水準，李蕙敏更遠赴新加坡到陳奐仁的錄音室錄音，及後於6月再推出單曲《好結果》，兩首歌曲的國粵語版本均收錄於該年10月15日出版的《Love Passion 新曲+精選》大碟。在大碟記者會上，她表示自己從未離開香港樂壇，只是之前未有合適機會出碟，也為回饋為多年來她的歌迷。
2008年5月，她接受無綫電視節目娛樂直播訪問時指出她會在該會年度發行一張國語大碟，而新的經理人合約將於十月生效，將集中在國內發展，但同時也不會放棄時裝事業，例如曾替黄聖依設計服飾及形象。
2010年，李蕙敏在其微博表示這幾年一直有持續工作，包括演唱、拍戲、登臺，地點包括內地、美加、星馬。她亦於同年度的5月加盟內地公司盛泰文化，成為該公司旗下首位藝人，同時透露會和內地監製計畫一張國語大碟，作為歌唱事業的紀念作。其後在9月，她亦簽約為香港凱藝娛樂的藝人。後來她又於11月表示正在籌備粵語加國語的新專輯，並會以新形象示人，也證實她已經有男友。
2011年1月，李蕙敏與友人在中環荷李活道開設樓上首飾店售賣玉石首飾，投資近7位數字，她表示，這次經營是為了興趣，並表示不會退出樂壇。
2012年2月，李蕙敏受《蘋果日報》訪問時表示，她與盛泰文化已於去年11月約滿，而合約期內預定的國語專輯亦未能完成，但因公司投資者離世而衍生的內部問題令她未打算追討賠償。同年6月她擔任亞洲電視《亞洲星光大道5》之評判接受《東方日報》访问時表示她期望能在2013年完成新專輯，並會以快歌作主打。而7月29日在亞洲電視播出的《Eva會客室》中，她透露了正在爭取檔期舉行個人演唱會，也希望將來推出的新歌曲風格會更多元化。
2013年4月，李蕙敏接受《蘋果日報》電話訪問時，宣布與拍拖三年的英國籍男友Mr. Nicallef在該年10月6日在英國結婚，並在11月23日在香港補辦喜宴，同時也表示婚後仍會接受工作。
2014年4月5日至6日，李蕙敏在九龍灣國際展貿中心匯星Star Hall舉行其首次個人演唱會——《李蕙敏Forever Love 2014演唱會》，並在各電台派出演唱會主題曲《銷魂》及拍攝有全裸鏡頭的音樂錄影帶以作宣傳。她在《頭條日報》的訪問中表示正為於在年中推出的新專輯（即在8月27日發行的《記得·銷魂 新歌+精選》）錄音，當中包括作演唱會另一首主題曲的一首英國改編快歌《記得》。同年6月她也在網上電視Trendtv設立專欄《李想生活》。

## 近年發展
2015年9月15日，李蕙敏因與大迴音國際（Big Echo）音樂理念相合，故在當天宣布簽約為旗下藝人三年，並會以音樂與電影兩方面同時發展，同時擔任亞洲電視《2015感動香港人物評選》的宣傳大使，又在12月27日與林曉培和丁悅在灣仔會展hall 5bc 舉行《女人謎演唱會》。
2016年6月10日，李蕙敏推出全新廣東主打歌《不分不散》，題材取自網絡小說，期望以甜蜜情歌令香港人心情輕鬆。到8月時證實和丁悅已離開大迴音國際，恢復自由身。
2019年，婚後希望有兩個孩子，人工受孕失敗與丈夫申請領養小孩，2020年時表示仍會參與電視劇演出，並將有新歌曲發行。

## 評價

### 正面
李蕙敏是一個相當全面的藝人，在內涵方面，不論唱快慢歌、跳舞、演戲、擔當唱片騎師甚至作曲填詞到歌曲監制，都難不到她，而且甚具水準；外貌方面也一點也不差，其身材高佻而窈窕，樣貌也不俗。因此有些人認為，她之所以衰落不是因為她本身，而是因為受到唱片公司的忽視，以及當時出現一位風格近似的女歌手，有人認為這是歌壇不成文的遊戲規則，兩個風格接近的歌者，一個活躍，另一個必定要沉寂。
李蕙敏當年得以在樂壇屹立，與填詞人黃偉文有莫大關連。大熱歌曲均大部分出自黃偉文手筆。可以說，沒有黃偉文，也沒有幾近廣東歌壇天后級數的李蕙敏。這個組合產生的「怨婦」味道歌曲延伸到《公主復仇記》舞曲，每首均大熱流行。當李蕙敏加盟環球推出頭炮《一次...又一次》專輯，由舊公司製作，寶麗金發行時意圖以李黃組合再次出征，挑選成主打歌《從前有個人》時，但當時樂迷均反應不大，大多指寶麗金選曲主打失當。
於第二張專輯《擺脫》中，首次脫下舊有製作班底，音樂風格選曲和之前舊有專輯顯得格格不入，當時歌迷極不接受，其聲勢也明顯下滑。在環球的多次延後安排下再度推出第三張專輯《伴你飛》，但近於無聲無色推出，只有TVB劇集《全院滿座》主題曲《想愛沒有情》、ATV外購動畫《相聚一刻》宣傳曲《心跳回憶》比較受人留意，其中由黃偉文填詞的第一主打《下次遇到你》和陳百祥合唱的《伴你飛》均得來不少負評價，銷量更是一般。雖然銷售量和人氣也急速下滑，但外界一面倒直指是唱片公司的方針出錯，沒有影響其個人全面藝人形象。

### 負面
有部分人士指出，她的慘情歌系列較單調，因此在《活得比你好》、《你沒有好結果》、《我為我生存》、《未忘人》等曲推出後就開始減少。不過，由於《一次...又一次》大碟中主打曲《一次...又一次》又再是慘情歌風格系列，所以在此大碟就埋下她衰落的伏筆，也許是《一次...又一次》大碟出貨量達三萬，連HMV等影碟店也要大平賣促銷的原因。
另外，雖然她在加入寶麗金後被稱為「寶麗金一姐」，但這只因寶麗金最後兩名年資最高的陳慧嫻改簽新藝寶（寶麗金的子公司）及湯寶如退出樂壇，同時年資比她高一年的王馨平亦約滿退隱，而令她成為寶麗金年資最高（以入行時間而言，並非單指加入寶麗金的時間）的女歌手。同時寶麗金在其加入亦未太重視，被忽略的情況在寶麗金被環球唱片收購後更為顯著，更經常傳出她與當時唱片公司的高層陳少寶交惡及被雪藏的消息，就連新簽約的經理人曾志偉也不積極替她找工作。
除了選曲及際遇問題外，李蕙敏在1997年開始經常失聲，由《擺脫》大碟開始可明顯聽到聲線比以往沙啞，她亦承認自己聲帶生繭，動手術後導致她聲線說話時比原來更低沉和沙啞，使她的歌聲一直受某傳播故意挑剔。

## 軼事

### （你沒有）好結果曲名
（你沒有）好結果是李蕙敏其中一首膾炙人口的代表作，更是當年十大中文金曲之一，但其曲名卻相當奇怪──你沒有三字是在括號內，在華人樂壇中甚少有此用法。據填詞人黃偉文在商台為紀念其創作十週年的特備節目《Wyman詞到》上解釋，這是因為當時唱片公司認為聽眾不能接受「你沒有好結果」這種像直接咒罵人的曲名，要求他更改，但黃偉文幾經思量，仍堅持此曲名最切合歌曲本身，唱片公司也低估了樂迷的接受程度，結果才使用折衷的方法，把其中三個字括着，以減低負面意味。

### 未忘人曲名
根據當年報導，詞人黃偉文曾於1996年透露該年初派台的李蕙敏主打歌《未忘人》原歌名為《未亡人》，但唱片公司又提出改動認為大吉利是，結果協議「亡」字變成「忘」字。

### 唱片公司
李蕙敏在加入寶麗金唱片前，看似頻密地轉換唱片公司，包括樂意唱片、佳音唱片、麗音唱片和嘉音唱片，對普遍已跟唱片公司簽下合約的歌手來說，可說是不尋常的。
事實上，這段時間李蕙敏均為樂意唱片的歌手，但由於樂意唱片只是香港本地的一間小型唱片公司，資源所限下旗下歌手難有理想發展，因此改由上述其餘三間唱片公司代為發行和宣傳，樂意唱片則專注於唱片製作。
最初，李蕙敏的第一張《Debut》大碟由樂意唱片自行發行，其後第二及三張的《橫濱別戀》和《秘密》由麗音唱片發行，餘下的都由佳音唱片／嘉音唱片發行，這兩間是同一間唱片公司，只是不同時間有不同名稱，詳見嘉音唱片條目。

### 紅館演唱會檔期
李蕙敏原定於1997年7月1日於紅館舉辦演唱會，後來因為回歸日，政府需要收回紅館舉行回歸慶典而將檔期收回，自此無緣踏上紅館舞台（不計算為其他好友擔任演唱會嘉賓）。
相隔17年後的2014年4月5日，4月6日， 她才在九展舉行首個個人演唱會「FOREVER LOVE 2014」。

## 音樂作品

### 個人專輯
| #  | 專輯名稱               | 專輯類型   | 發行公司                   | 發行日期       | 曲目 |
| -- | ---------------------- | ---------- | -------------------------- | -------------- | --- |
| 1  | Debut                  | 大碟       | 樂意唱片                   | 1994年3月      | 曲目 1. This Is Love 2. 不要一晚的歡喜 3. 我會繼續想你 4. Sam 5. 說愛便愛一生 6. 不再獨行 7. 真心 8. This Is Love（This Is Mix） 9. Run To Me（曹永廉合唱） 10. 一生你和我 11. 人自醉 12. 緣盡於此 13. Together Forever |
| 2  | 橫濱別戀               | 大碟       | 樂意唱片 麗音唱片          | 1995年1月5日   | 曲目 1. Fade In 2. 橫濱別戀 3. 活得比你好 4. 心情亂了點 5. 落霞 6. 愛情是玫瑰的氣味 7. 極愛極痛 8. 戀愛動詞 9. 改邪歸正 10. 我是被告 11. This Is Love（Ultimate Mix） 12. Sam 13. Fade Out |
| 3  | 秘密                   | 大碟       | 樂意唱片 麗音唱片          | 1995年7月19日  | 曲目 1. Hello Again 2. 藍色傘下等 3. 你沒有（好結果） 4. 秘密 5. 快樂加冰 6. 重演我與你 7. 活得比你好（Blues Version） 8. 牽掛你忘了哀傷 9. 深宵的倒影 10. 大勢所趨 11. 創世情 12. Goodbye Again |
| 4  | 我為我生存             | 大碟       | 樂意唱片 嘉音唱片          | 1996年1月      | 曲目 1. To Begin With 2. 我為我生存 3. 未忘人 4. 世紀之吻 5. 趕時間 6. 讓時間做證 7. 女人心事 8. 好想你 9. 驚天動地 10. 秘密（Cream Mix） 11. 浪漫佈局 12. Reprise |
| 5  | 其實                   | 大碟       | 樂意唱片 嘉音唱片          | 1996年8月15日  | 曲目 1. Beginning 2. 贈興 3. 別離開 4. 特別嗜好 5. 其實...... 6. 別令我失眠 7. 原諒我犯錯 8. 防線 9. 魔術 10. 愛我之前想清楚 11. 溫泉 12. Reprise #2 |
| 6  | 愛恨交纏 新曲+精選17首 | 新曲＋精選 | 樂意唱片 嘉音唱片          | 1997年1月3日   | 曲目 CD 1. Hello Again 2. 囍宴 3. 打掃 4. （你沒有）好結果 5. 橫濱別戀 6. 活得比你好 7. 讓時間做證 8. 秘密 9. 藍色傘下等 10. 我為我生存 11. 未忘人 12. 戀愛動詞 13. 贈興 14. Sam 15. 我會繼續想你 16. See You |
| 7  | 公主復仇記             | EP         | 樂意唱片 嘉音唱片          | 1997年5月4日   | 曲目 CD 1. Welcome To Club Land 2. 遲婚的女人 3. 公主復仇記 4. 夜半愛敲門 5. 高攀 6. 非親非故 7. Amanda Dance Medley Part 1 8. Amanda Dance Medley Part 2 9. Amanda Dance Medley Part 3 |
| 8  | 請你不要哭（國語專輯） | 大碟       | 樂意唱片 嘉音唱片 波麗佳音 | 1997年6月11日  | 曲目 1. 請你不要哭 2. 多刺多情 3. 謎樣的女人 4. 愛上寂寞 5. 醒醒 6. 星光滿天 7. 解脫 8. 一愛再愛 9. 影子 10. 有心人 |
| 9  | 我是女主角             | 大碟       | 樂意唱片 嘉音唱片          | 1997年9月4日   | 曲目 1. 思 2. 偏偏 3. 疤痕 4. 我是女主角 5. 砰然心跳 6. 大失戀 7. 情熱 8. If This Isn't Love 9. 思纏想候 10. 伴你高飛 11. 主人 12. 纏 |
| 10 | 一次…又一次            | 大碟       | 寶麗金                     | 1998年3月24日  | 曲目 1. 一次...又一次 2. 愛剎那 3. 代價 4. 花月佳期 5. 閒人勿近 6. 從前有個人 7. 依賴 8. 取暖 9. 只要信‧不要問 |
| 11 | 偏偏李蕙敏精選II18首   | 精選       | 樂意唱片 波麗佳音          | 1998年         | 曲目 DISC 1 1. Fade in 2. 偏偏 3. 疤痕 4. 落霞 5. 心情亂了點 6. 公主復仇記 7. 遲婚的女人 8. 我是女主角 9. 請你不要哭 10. 解脫 11. 快樂加冰 12. 大失戀 13. This is Love This Mix 14. 一愛再愛 15. 影子 16. 謎樣的女人 17. 高攀 18. Goodbye Again DISC 2 1. 其實(有想過是你版) 2. 打掃(愛情版) 3. 囍宴 4. 活得比你好 5. 世紀之吻(Live house mix) 6. 非常幸會 (Wine mix) 7. 公主復仇記(東瀛少女版) |
| 12 | 李蕙敏終極精選18首     | 精選       | 樂意唱片 佳音唱片          | 1998年         | 曲目 1. Fade In 2. 橫濱別戀 3. （你沒有）好結果 4. 秘密 5. 藍色傘下等 6. 活得比你好 7. 偏偏 8. 疤痕 9. 公主復仇記（東瀛少女版） 10. 遲婚的女人 11. 其實（有想過是你版） 12. 打掃（愛情版） 13. 我為我生存 14. 囍宴 15. This Is Love（This Is Mix） 16. 贈與 17. 未忘人 18. Goodbye Again |
| 13 | 擺脫                   | 大碟       | 寶麗金                     | 1998年10月13日 | 曲目 1. 化妝 2. 大話情人 3. 天外飛仙 4. 當男人愛上女人 5. 撲火 6. 沒完沒了 7. 擺脫 8. 有了答案 9. 我想 10. 生命就是盼望 |
| 14 | 在屋頂唱歌（國語專輯） | 大碟       | 寶麗金                     | 1999年2月4日   | 曲目 1. 懂得 2. 灰蝴蝶 3. 天空好灰 4. 他在屋頂唱歌 5. 傾訴 6. 愛無可替代 7. 敏感 8. 失蹤 9. 不要讓悲傷靠近 10. 忘了 11. 不必說抱歉 |
| 15 | 伴你飛                 | 大碟       | 環球唱片                   | 2000年1月17日  | 曲目 1. 下次遇到你 2. 心跳回憶 3. 伴你飛 4. 亮了紅燈 5. 撒旦的情人 6. 第一夫人 7. 過敏 8. 想愛沒有情 9. 救救某某 10. 世界未到末日時 |
| 16 | 環球真經典系列－李蕙敏 | 精選       | 環球唱片                   | 2001年9月      | 曲目 1. 當男人愛上女人 2. 亮了紅燈 3. 化妝 4. 他在屋頂唱歌 5. 大話情人 6. 從前有個人 7. 下次遇到你 8. 一次又一次 9. 過敏 10. 天外飛仙 11. 灰蝴蝶 12. 生命就是盼望 13. 心跳回憶 14. 天空好灰 15. 想愛沒有情 16. 世界未到末日時 |
| 17 | Love Passion 新曲+精選 | 新曲＋精選 | 樂意唱片 星娛樂            | 2007年10月15日 | 曲目 CD 1. 好结果 2. 橫濱別戀 3. 活得比你好 4. （你沒有）好結果 5. 女人不笨 6. 秘密 7. 浪漫佈局 8. 藍色傘下等 9. 未忘人 10. 落霞 11. 我為我生存 12. 囍宴 13. 讓時間做證 14. 贈興 15. 溫泉 16. 你只在乎你 17. 最佳演員 |
| 18 | 記得·銷魂 新歌+精選    | 新曲＋精選 | 樂意唱片 星娛樂            | 2014年8月27日  | 曲目 CD 1. 銷魂 2. 好结果 3. 記得 4. 女人不笨 5. 活得比你好 6. 別令我失眠 7. 橫濱別戀 8. 溫泉 9. 遲婚的女人 10. 夜半愛敲門 11. （你沒有）好結果 12. 未忘人 13. 讓時間做證 14. 原諒我犯錯 15. 防線 16. 公主復仇記 |

### 合輯
| # | 專輯名稱                              | 專輯類型   | 發行日期  | 曲目 |
| - | ------------------------------------- | ---------- | --------- | --- |
| 1 | 《迪士尼風中奇緣》國際廣東版 原聲大碟 | 原聲大碟   | 1995年5月 | 曲目 1. 河水彎又彎 - 李蕙敏 2. 風采 - 李蕙敏 3. 風采依然 - 李蕙敏 |
| 2 | 寶麗金全面曝光                        | 新曲＋精選 | 1998年    | 曲目 1. 全面曝光 - 陳曉東/李蕙敏/鄭中基/許志安/陳潔儀 2. 一萬年 - 陳曉東 3. 要知道你的感覺（國）- 陳曉東 4. 一次......又一次 - 李蕙敏 5. 愛剎那 - 李蕙敏 6. 戒情人 - 鄭中基 7. 如果沒有你在身邊的時候（國）- 鄭中基 8. 一家一減你 - 許志安 9. 星河感覺 - 許志安 10. 揭曉 - 陳潔儀 11. 失蹤 - 陳潔儀 |
| 3 | 溫拿樂隊最好關係                      | 新曲＋精選 | 1998年8月 | 曲目 1. 幾多都經過 - 溫拿 2. 今天我非常寂寞 - 陳慧嫻 3. 友情相關照 - 鄭中基 4. 陪著她 - DRY 5. 這首歌 - 謝凱珊 6. 只有知心一個 - 陳曉東 7. 不可以逃避 - 李蕙敏 8. 讓一切隨風 - 恭碩良 9. 玩嚇啦 - 陳展鵬 10. 千載不變 - 鄧建明 11. Sha-La-La - Sisters 12. I Go to Pieces - 張學友 13. 自然關係 - 溫拿 |
| 4 | 楊貴妃主題曲原聲大碟                  | 原聲大碟   | 2000年    | 曲目 1. 男兒再不負深情 - 李惠敏 2. 清平調 - 丁菲飛 3. 霓裳羽衣 - 李惠敏／丁菲飛 4. 萬裏白雲萬里路 - 譚詠麟／丁菲飛 5. 長恨歌 - 丁菲飛 |
| 5 | 新藝寶正選 Vol.1                      | 新曲＋精選 | 2001年    | 曲目 1. 一生一火花 - 張學友 2. 藍女子 - 陳慧琳 3. 我最後一個離開 - 張智霖 4. 慾望之城 (電影"慾望之城"插曲) - 李蕙敏 5. 吞下恐龍的蛋 - 歐陽菲菲） 6. 借你耳朵說愛我 - 許志安） 7. 意猶未盡 - 蘇永康+李彩樺 8. 愛不出口 - 林保怡 9. 只知我難避開 - 陳慧珊 10. 大丈夫 - 森美+黃秋生+黃偉文+JOE 11. 愛情已死 - 張智霖 12. 薰衣草 - 陳慧琳 13. 今晚祝你做個好夢 - 蘇永康 14. 不知不覺 - 陳潔儀+林保怡 15. 理想年代 - 吳國敬 16. 為你好 - 陳慧珊 17. 男人不壞 - 陳國華 18. 將生活留給自己 - 李彩樺+蘇永康+陳慧珊+雷頌德 |

### 現場錄音專輯
| # | 專輯名稱                      | 發行公司 | 發行日期 | 曲目                                                                                                   |
| - | ----------------------------- | -------- | -------- | --- |
| 1 | 903拉闊音樂會 李蕙敏 X 鄭中基 | 寶麗金   | 1999年   | 曲目 1. 拉闊音樂Theme Song 2. 一次...又一次 3. 人若然忘記了愛（鄭中基） 4. 相思無用+贈興（鄭中基合唱） |

### 單曲CD
- 1997年：《打掃（愛情珍藏版）》、《請你不要哭（單曲CD）》
- 1999年：《懂得（單曲CD）》、《在屋頂唱歌（宣傳版）》
- 2001年：《慾望之城（單曲CD、MD）》

### 單曲
- 1995年：《河水彎又彎》、《風采》、《風采依然》（收錄於《〈迪士尼風中奇緣〉國際廣東版原聲大碟》
- 1998年：《全面曝光》（陳曉東、鄭中基、許志安、陳潔儀合唱）（收錄於《寶麗金全面曝光》合輯）
- 1998年：《不可以逃避》（收錄於溫拿樂隊《最好關係》合輯）
- 1998年：《有了答案(劇場版)》（收錄於《西遊記（貳）主題曲原聲大碟》）
- 1999年：《大話情人(劇場版)》（收錄於《Polygram 99 Superhits》合輯）
- 2000年：《男兒再不負深情》、《霓裳羽衣》（丁菲飛合唱）（收錄於《楊貴妃主題曲原聲大碟》）
- 2001年：《慾望之城》（收錄於《新藝寶正選 Vol.1》）
- 2015年：《女人本能》（林曉培、丁悅合唱）（數碼發行）
- 2016年：《不分不散》（數碼發行）
- 2017年：《再度》（數碼發行）
- 2022年：《All I want for Christmas is you x Last Christmas》（網上發行）
- 2023年：《孤獨時的記憶》（Medley: 記憶棉 / 銷魂 / 贈興 / 讓時間做證 / 囍宴）（網上發行）
- 2024年：《不老的童話》（2015年作品，數碼發行）

### 未出版歌曲
- 2000年：《淺藍》、《妄想》
- 2001年：《假使這分鐘》、《謝絕戀愛》
- 2020年：《百日宴》（微電影《絲絲》歌曲）

## 派台歌曲成績
註：組合名義的派台歌，請參閱Echo之頁面。
| 派台歌曲成績           | 派台歌曲成績   | 派台歌曲成績 | 派台歌曲成績 | 派台歌曲成績 | 派台歌曲成績 | 派台歌曲成績                                   |
| ---------------------- | -------------- | ------------ | ------------ | ------------ | ------------ | ---------------------------------------------- |
| 唱片                   | 歌曲           | 903          | RTHK         | 997          | TVB          | 備註                                           |
| 1993年                 |                |              |              |              |              |                                                |
| Debut                  | 我會繼續想你   | 12           | 10           |              | /            |                                                |
| 1994年                 |                |              |              |              |              |                                                |
| Debut                  | This Is Love   | 16           | 10           | 1            | /            |                                                |
| Debut                  | 說愛便愛一生   | 29           | -            | /            | -            |                                                |
| Debut                  | Sam            | 18           | /            | /            | /            |                                                |
| 橫濱別戀               | 橫濱別戀       | (1)          | 10           | /            | /            |                                                |
| 橫濱別戀               | 活得比你好     | 4            | /            | /            | /            |                                                |
| 1995年                 |                |              |              |              |              |                                                |
| 橫濱別戀               | 戀愛動詞       | 5            | 8            | /            | -            |                                                |
| 橫濱別戀               | 心情亂了點     | 19           | /            | /            | -            |                                                |
| 秘密                   | 秘密           | 3            | 9            | /            | /            |                                                |
| 秘密                   | (你沒有)好結果 | 8            | 3            | /            | 3            |                                                |
| 秘密                   | 牽掛你忘了哀傷 | 22           | -            | /            | -            |                                                |
| 秘密                   | 藍色傘下等     | 7            | 1            | /            | /            |                                                |
| 秘密                   | 快樂加冰       | 22           | -            | /            | -            |                                                |
| 我為我生存             | 世紀之吻       | 12           | /            | /            | /            |                                                |
| 我為我生存             | 我為我生存     | /            | 1            | 1            | 1            | 三台冠軍歌                                     |
| 1996年                 |                |              |              |              |              |                                                |
| 我為我生存             | 未忘人         | /            | /            | /            | 10           | 原歌名為《未亡人》                             |
| 我為我生存             | 讓時間做證     | /            | /            | /            | -            |                                                |
| 我為我生存             | 女人心事       | /            | 12           | /            | -            |                                                |
| 其實                   | 其實......     | 1            | 3            | /            | 3            |                                                |
| 其實                   | 贈興           | 1            | 1            | 1            | 1            | 四台冠軍歌                                     |
| 其實                   | 愛我之前想清楚 | 6            | 5            | 6            | 2            |                                                |
| 其實                   | 原諒我犯錯     | /            | /            | /            | -            |                                                |
| 愛恨交纏 新曲+精選17首 | 囍宴           | 1            | 2            | /            | 4            |                                                |
| 愛恨交纏 新曲+精選17首 | 非常幸會       | /            | 1            | /            | 2            |                                                |
| 1997年                 |                |              |              |              |              |                                                |
| 愛恨交纏 新曲+精選17首 | 打掃           | /            | /            | /            | 10           |                                                |
| 公主復仇記             | 公主復仇記     | /            | 9            | /            | 6            |                                                |
| 公主復仇記             | 遲婚的女人     | 3            | 5            | /            | 1            |                                                |
| 請你不要哭             | 請你不要哭     | /            | /            | /            | -            |                                                |
| 我是女主角             | 偏偏           | /            | /            | /            | 2            | 叱咤903廣播劇《戀愛後1/2》插曲                 |
| 我是女主角             | 疤痕           | /            | /            | /            | 10           |                                                |
| 我是女主角             | 我是女主角     | 7            | 11           | /            | -            |                                                |
| 我是女主角             | 大失戀         | 13           | /            | /            | -            |                                                |
| 一次…又一次            | 愛剎那         | 10           | /            | /            | 10           |                                                |
| 1998年                 |                |              |              |              |              |                                                |
| 我是女主角             | 思.纏.想.候    | -            | -            | -            | -            |                                                |
| 一次...又一次          | 一次...又一次  | 6            | 2            | 1            | 1            |                                                |
| 一次...又一次          | 從前有個人     | -            | -            | -            | -            |                                                |
| 一次...又一次          | 閒人勿近       | 12           | -            | -            | -            |                                                |
| 擺脫                   | 大話情人       | 12           | 3            | 3            | 3            |                                                |
| 擺脫                   | 化妝           | 1            | 1            | 1            | 1            | 四台冠軍歌                                     |
| 擺脫                   | 當男人愛上女人 | 8            | 3            | 2            | 3            | 另派第二波版本                                 |
| 擺脫                   | 天外飛仙       | -            | -            | -            | -            |                                                |
| 1999年                 |                |              |              |              |              |                                                |
| 在屋頂唱歌             | 他在屋頂唱歌   | 9            | 5            | 6            | 10           |                                                |
| 伴你飛                 | 下次遇到你     | 14           | 13           | 3            | -            |                                                |
| 伴你飛                 | 想愛沒有情     | -            | -            | -            | -            | 電視劇《全院滿座》主題曲                       |
| 伴你飛                 | 伴你飛         | -            | 15           | 17           | 7            | 與陳百祥合唱 TVB《永安旅遊至叻至嘆系列》主題曲 |
| 伴你飛                 | 過敏           | -            | -            | 10           | -            |                                                |
| 2000年                 |                |              |              |              |              |                                                |
| 伴你飛                 | 心跳回憶       | 17           | -            | 16           | -            |                                                |
| 楊貴妃主題曲原聲大碟   | 男兒再不負深情 | -            | -            | -            | -            | 電視劇《楊貴妃》主題曲                         |
| 2001年                 |                |              |              |              |              |                                                |
| 新藝寶正選 Vol.1       | 慾望之城       | -            | -            | -            | -            | 電影《慾望之城》主題曲                         |
|                        | 假使這分鐘     | 18           | -            | 9            | -            | 電影《煞科》片尾曲                             |
|                        | 謝絕戀愛       | 17           | -            | -            | -            |                                                |
| 2007年                 |                |              |              |              |              |                                                |
| Love Passion 新曲+精選 | 女人不笨       | 12           | 11           | 15           | 6            |                                                |
| Love Passion 新曲+精選 | 好結果         | -            | -            | -            | -            |                                                |
| Love Passion 新曲+精選 | 你只在乎你     | -            | -            | -            | -            | 《好結果》國語版                               |
| 2014年                 |                |              |              |              |              |                                                |
| 記得·銷魂 新歌+精選    | 銷魂           | -            | 9            | 4            | -            |                                                |
| 記得·銷魂 新歌+精選    | 記得           | -            | -            | -            | -            |                                                |
| 2015年                 |                |              |              |              |              |                                                |
|                        | 女人本能       | -            | -            | 2            | -            | 與林曉培、丁悦合唱                             |
| 2016年                 |                |              |              |              |              |                                                |
|                        | 不分不散       | -            | 19           | -            | -            |                                                |
| 2017年                 |                |              |              |              |              |                                                |
|                        | 再度           | -            | -            | -            | -            |                                                |

| 各台冠軍歌總數 | 各台冠軍歌總數 | 各台冠軍歌總數 | 各台冠軍歌總數 | 各台冠軍歌總數    |
| -------------- | -------------- | -------------- | -------------- | ----------------- |
| 903            | RTHK           | 997            | TVB            | 備註              |
| 5              | 5              | 5              | 5              | 四台冠軍歌總數：2 |

- 仍在榜上（*）
- 兩星期冠軍（(1)）

## 演唱會
個人演唱會
- 2014年：《李蕙敏Forever Love 2014演唱會》

其他演唱會／音樂會
- 2015年：《女人謎演唱會》（與林曉培及丁悅）

## 電影
1991年
- 《不漫畫奇俠》（客串）
- 《我愛扭紋柴》

1994年
- 《霓紅光管高高掛之女子公寓》（客串）

1995年
- 《不道德的禮物》
- 《香江花月夜》（客串）

1996年
- 《電視故事》
- 《四個32A和一個香蕉少年》
- 《香蕉俱樂部》
- 《飛虎雄心2之傲氣比天高》
- 《新上海灘》

1997年
- 《97家有喜事》
- 《愛情Amoeba》
- 《高度戒備》
- 《陰陽路2：我在你左右》

1998年
- 《九星報喜》
- 《反斗神偷》（配音）
- 《非常警察》
- 《9413》
- 《陰陽路5之一見發財》

1999年
- 《流星雨》
- 《陰陽路之凶周刊》
- 《鬼請你睇戲》

2000年
- 《陰陽路 7 之撞到正》
- 《撞鬼你之血光之災》
- 《緣份有Take 2》（客串）
- 《跑馬地的月光》（客串）
- 《烹屍之喪盡天良》

2001年
- 《月滿抱西環》飾 欣姐
- 《浪漫春情》
- 《老友記茶餐廳》

2002年
- 《現代灰姑娘》
- 《風流家族》
- 《絕密檔案之迷失世界》
- 《當男人變成女人》
- 《九個女仔一隻鬼》
- 《黑道風雲》
- 《35米厘兇心人》

2003年
- 《星夢情真》
- 《給他們一個機會》
- 《無冕皇帝》
- 《阿龍的故事》
- 《非典人生》
- 《我的野蠻男友》
- 《賭俠之人定勝天》
- 《聊齋誌異之陰陽判官》

2004年
- 《子夜冰封》
- 《浪漫春情》
- 《不死廢人》
- 《兩個爸爸一個家》

2006年
- 《半醉人間》

2007年
- 《嚦咕嚦咕對對碰》
- 《校墓處》

2013年
- 《第一次不是你》

2015年
- 《浮華宴》

2017年
- 《原諒他77次》
- 《三十立》

2018年 
- 《我的情敵女婿》
- 《女人就是女人》

2022年 
- 《十三門徒》

## 電視劇
1998年
- 妙手仁心（客串）飾 卓敏（Jo Jo）

2001年
- 自在都市人[40]

2020年
- 熟女強人（客串）

## 電台廣播劇
- 《戀愛二分一》廣播劇
- 《戀愛後二分一》廣播劇
- 《馬路之友》之《車神傳說》廣播劇

## 舞台劇
- 2018年：《金星撞火星》
- 2019年：《單身·友·情人》、《但願人長久》

## 電視節目
2001年
- 星光伴我行

2023年
- 中年好聲音2

## 獎項
1994年：
- 叱咤樂壇流行榜頒獎典禮－叱吒樂壇新力軍女歌手銀獎
- 無線電視十大勁歌金曲頒獎典禮－最受歡迎新人銅獎
- 香港電台十大中文金曲頒獎音樂會－最有前途新人銅獎
- 新城電台勁爆頒獎禮－勁爆新登場女歌手銀獎
- 多倫多美加華語電台－至愛新進女歌手銀獎

1995年：
- 叱咤樂壇流行榜頒獎典禮－叱吒樂壇女歌手銅獎
- 無線電視十大勁歌金曲頒獎典禮－傑出表現獎金獎
- 無線電視十大勁歌金曲頒獎典禮－十大金曲獎《（你沒有）好結果》
- 香港電台十大中文金曲頒獎音樂會－十大中文金曲獎《（你沒有）好結果》
- 香港電台十大中文金曲頒獎音樂會－最佳中文（流行）歌詞獎《（你沒有）好結果》（黃偉文）
- 新城電台勁爆頒獎禮－勁爆香港人創作歌曲銅獎《（你沒有）好結果》
- 無線電視勁歌金曲第三季季選－得獎歌曲《（你沒有）好結果》

1996年：
- 無線電視十大勁歌金曲頒獎典禮－最佳音樂錄影帶獎《未忘人》
- 香港電台十大中文金曲頒獎音樂會－十大優秀流行歌手
- 香港電台十大中文金曲頒獎音樂會－最佳中文（流行）歌曲獎《我為我生存》（譚展輝）
- 新城電台勁爆頒獎禮－新城勁爆大躍進女歌手獎
- 無線電視勁歌金曲第一季季選－得獎歌曲《我為我生存》
- 無線電視勁歌金曲第四季季選－得獎歌曲《囍宴》

1997年：
- 正選104金心情歌「我為我生存」
- 無線電視勁歌金曲第一季季選－得獎歌曲《打掃》
- 無線電視勁歌金曲第二季季選－得獎歌曲《遲婚的女人》
- 無線電視勁歌金曲第二季季選－最受歡迎香港特別行政區歌曲演唱獎
- 十大傑出衣着獎
- 中國原創歌曲總評榜

1998年：
- 無線電視勁歌金曲第一季季選－得獎歌曲《一次又一次》
- 無線電視勁歌金曲第三季季選－得獎歌曲《化妝》
- 無線電視勁歌金曲第四季季選－得獎歌曲《當男人愛上女人》
- 無線電視十大勁歌金曲頒獎典禮－最佳填詞《當男人愛上女人》（陳少琪）

2015年
- 新城電台勁爆頒獎禮－勁爆亞洲歌手大獎
- 新城電台勁爆頒獎禮－勁爆合唱歌曲《女人本能》

2017年
- AEG Music Channel 十大最受歡迎演唱會暨樂壇頒獎禮華語樂壇演繹鑽石大獎

2020年
- AEG Music Channel音樂排行榜頒獎典禮2020鑽石怨曲演繹女歌手
- AEG Music Channel音樂排行榜頒獎典禮2020鑽石最受歡迎經典金曲《橫濱別戀》

## 外部連結
- 個人官方網站
- 李蕙敏的Facebook專頁
- 李蕙敏的新浪微博